# Civilizație (Star Trek: Enterprise)
„Civilizație” (titlu original: „Civilization”) este al nouălea episod din primul sezon al serialului TV american științifico-fantastic Star Trek: Enterprise. A avut premiera la 14 noiembrie 2001.
Episodul a fost regizat de Mike Vejar după un scenariu de Phyllis Strong și Mike Sussman.

## Prezentare
Archer, Trip, Hoshi și T'Pol pleacă într-o misiune sub acoperire, pentru a studia o civilizație preindustrială, dar descoperă că nu sunt primii veniți.

## Actori ocazionali
- Diane DiLascio - Riann
- Wade Anthony Williams - Garos
- Charlie Brewer - Alien / Akaali #1